# روني جيسون
روني ماريانو بيزيرا (بالإنجليزية: Rony Mariano Bezerra؛ مواليد 21 مارس 1984)، المعروف باسم روني جيسون، هو مُقاتل فنون قتالية مختلطة برازيلي.

## وصلات خارجية
- روني جيسون على موقع يو إف سي (الإنجليزية)
- روني جيسون على موقع شيردوغ (الإنجليزية)
- روني جيسون على موقع IMDb (الإنجليزية)
- روني جيسون على موقع IMDb (الإنجليزية)